# Bradley Woods-Garness
Bradley Woods-Garness (Londra, 27 giugno 1986) è un calciatore montserratiano con cittadinanza britannica, di ruolo attaccante.

## Carriera

### Club
Ha sempre giocato in squadre delle serie minori inglesi, tra la quinta e la settima serie.

### Nazionale
Ha esordito in nazionale nel 2012; nel 2015 ha segnato un gol in una partita di qualificazione ai Mondiali del 2018.

## Palmarès

### Club

#### Competizioni nazionali
- Isthmian League: 1

Sutton United: 2010-2011